# La Vinata, Panindícuaro
La Vinata är en ort i Mexiko.   Den ligger i kommunen Panindícuaro och delstaten Michoacán de Ocampo, i den centrala delen av landet, 280 km väster om huvudstaden Mexico City. La Vinata ligger 1 845 meter över havet och antalet invånare är 177.
Terrängen runt La Vinata är huvudsakligen kuperad, men åt nordväst är den platt. La Vinata ligger nere i en dal. Runt La Vinata är det ganska tätbefolkat, med 70 invånare per kvadratkilometer. Närmaste större samhälle är Zacapú, 17,5 km söder om La Vinata. I omgivningarna runt La Vinata växer huvudsakligen savannskog.